# Kilfountain
Die D-förmige frühkirchliche Einfriedung Kilfountain (oder Kilfountan, irisch Cill Fhiontain; – deutsch Fintans Kirche) liegt nordöstlich der R559 (Straße) etwa drei Kilometer nordwestlich von Dingle auf der Dingle-Halbinsel im County Kerry in Irland.
Kilfountain ist typisch für Einfriedungen dieser Art im südwestlichen Irland. Innerhalb der Umwallung liegen die Überreste eines rechteckigen Gebäudes und eines Oratoriums aus Trockenmauerwerk sowie ein Bullaun.
Bekannt ist der Platz für seine schlanke, keulenartige Cross-Slab, die in einem Kreis ein Griechisches Kreuz und darunter ein Chi-Rho Zeichen trägt. Das Chi-Rho-Kreuz wird gebildet aus den ersten beiden Zeichen des griechischen Wortes für Christus. In Oghamschrift ist am Rand der Name des mutmaßlichen Gründers von Kilfountain, St. Fintan eingetragen.